# 格拉茲風暴體育俱樂部
格拉茲風暴體育俱樂部（德語：SK Sturm Graz）是奧地利的一家足球俱樂部。主場位於奧地利施蒂里亞州格拉茨。俱樂部於1909年成立，目前參加奧地利足球超級聯賽的賽事。俱樂部的代表顏色是黑色和白色。球队最大的竞争对手是同城球队格拉茨AK，两队共用利本瑙球场作为主场。

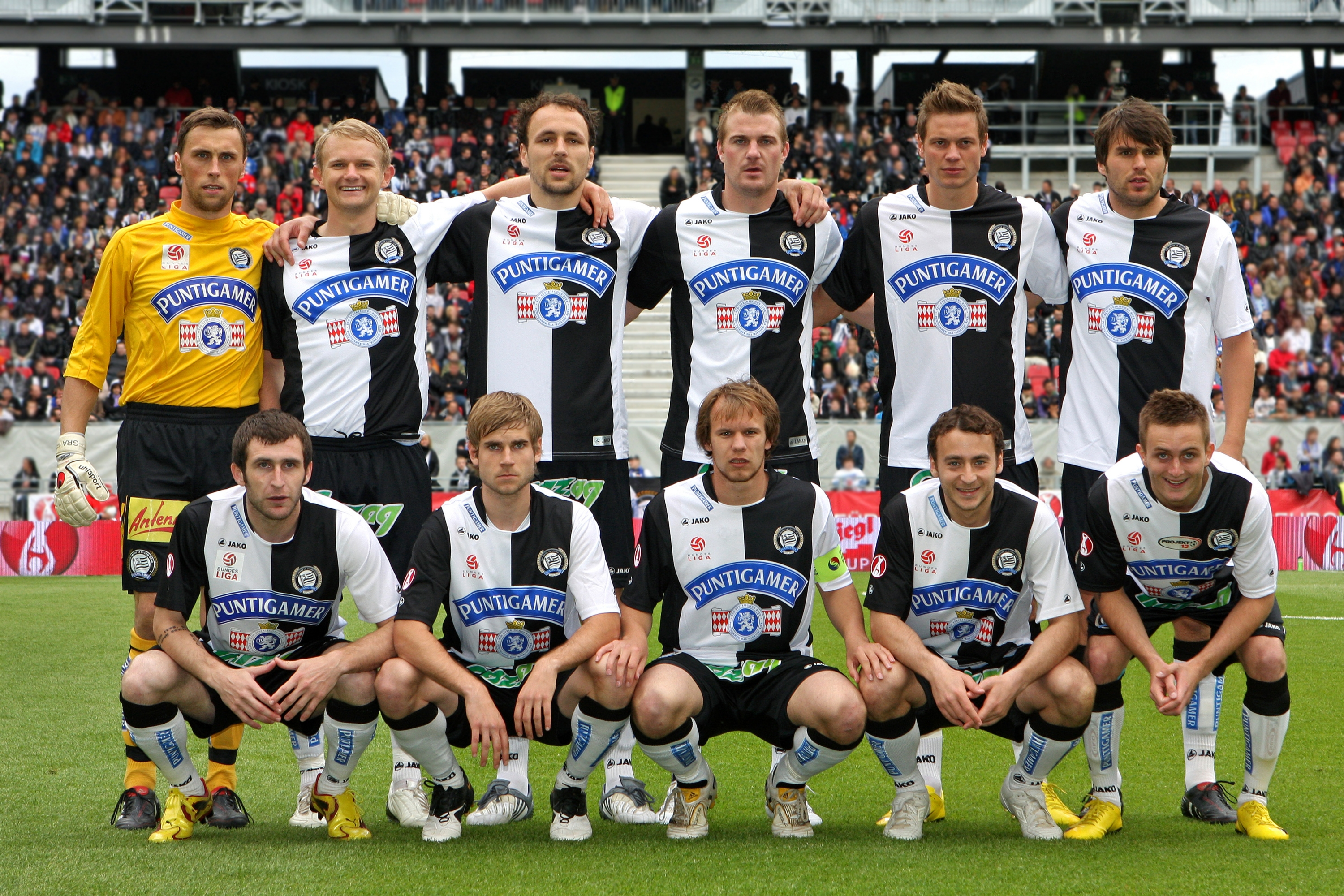
格拉茲風暴足球俱樂部，2010

## 球會榮譽
- 奧地利超級足球聯賽

 冠軍： (5) 1997–98, 1998–99, 2010–11, 2023–24, 2024–25
 亞軍： (8) 1980–81, 1994–95, 1995–96, 1999–2000, 2001–02, 2017–18, 2021–22, 2022–23
- 奧地利盃

 冠軍： (7) 1995–96, 1996–97, 1998–99, 2009–10, 2017–18, 2022–23, 2023–24
 亞軍： (4) 1947–48, 1974–75, 1997–98, 2001–02
- 奧地利超級盃

 冠軍： (3) 1996, 1998, 1999
 亞軍： (2) 1997, 2002
- 奧地利業餘錦標賽

 冠軍： (1) 1934
歐洲賽成績
- 歐洲聯賽冠軍盃 (3): 1998–99、1999–2000、2000–01（小組賽第二階段）
- 歐洲足協盃 (11): 1970–71、1974–75、1978–79、1981–82、1983–84（半準決賽）、1988–89、1991–92、1995–96、1999–2000、2002–03
- 圖圖盃  冠軍： (1) 2008[1]